# Arrondissement judiciaire du Limbourg

Localisation de l'arrondissement judiciaire du Limbourg, après la fusion des arrondissements judiciaires de 2014.

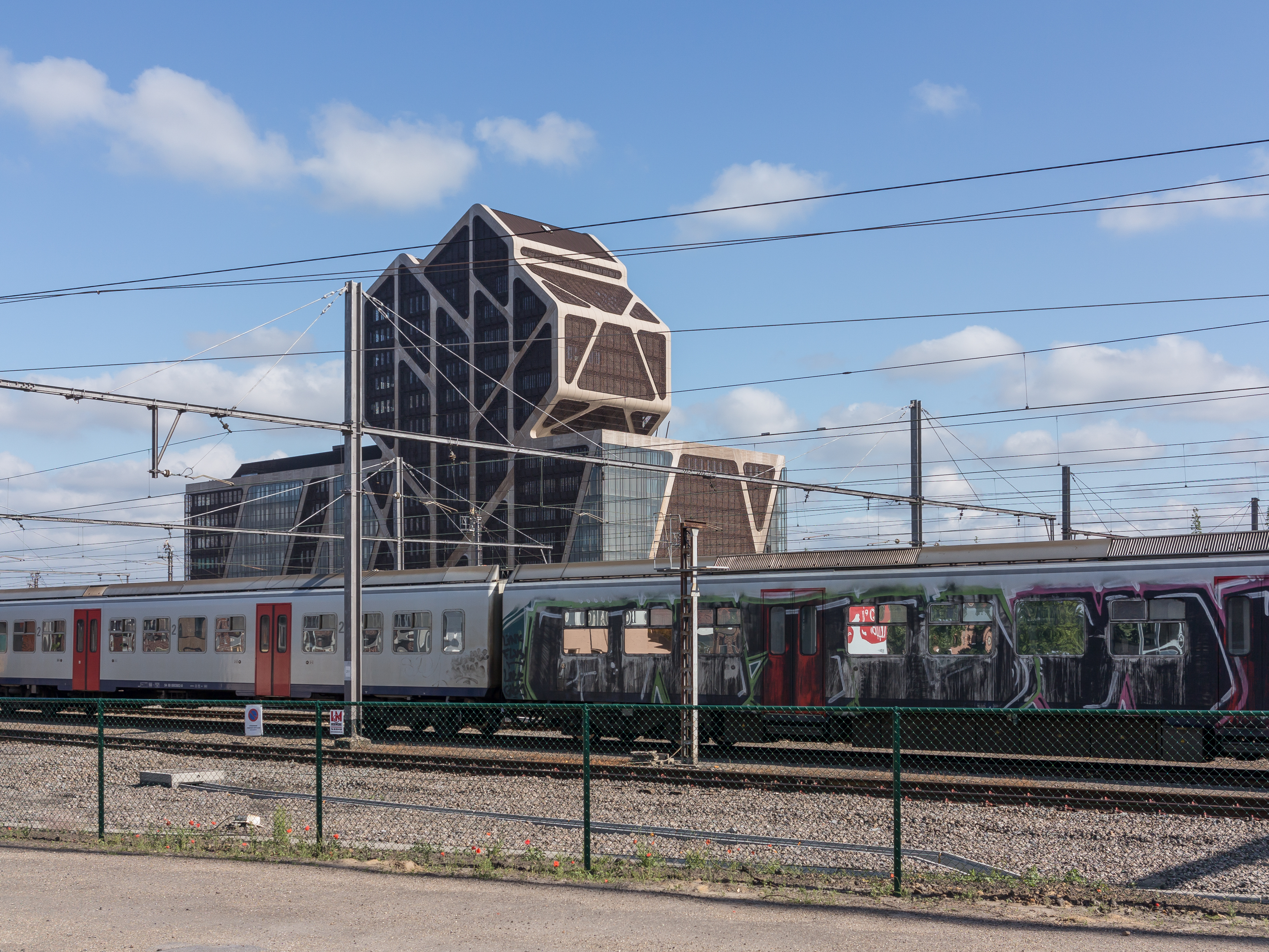
Hasselt, le nouveau palais de justice

Cet article court présente un sujet plus développé dans : Arrondissement judiciaire de Hasselt et Arrondissement judiciaire de Tongres.
L'arrondissement judiciaire du Limbourg est depuis le 1er avril 2014 l'un des 12 arrondissements judiciaires de Belgique. Il est le résultat de la fusion des arrondissements judiciaires de Hasselt et de Tongres et dépend du ressort de la Cour d'appel d'Anvers. Il comprend 13 cantons judiciaires, 44 communes et ses limites territoriales coïncident avec la province de Limbourg.